# Noviembre sin ti
«Noviembre sin ti» es una canción y el tercer sencillo del grupo de pop mexicano Reik, lanzado para su álbum debut de estudio homónimo (2006). Fue a mediados del mes de julio del 2005 su lanzamiento por la discográfica Sony BMG Norte. Esta fue otra canción del álbum muy exitosa y del grupo.

## Lista de canciones

### Descarga digital[6]
| Noviembre sin ti — Single |                    |          |  |
| N.º                       | Título             | Duración |  |
| 1.                        | «Noviembre sin ti» | 3:23     |  |

## Vídeo musical
Fue publicado en el canal de YouTube de la banda el 2 de octubre del 2009. Actualmente el video cuenta con 374 millones de vistas y más de 1,400,000 "me gusta" y se ve a la agrupación cantando dentro de una carrito tipo food truck y a miles de fanáticas cuando salen para una presentación.

## Posicionamiento en listas
| Listas (2006)                      | Mejor posición |
| ---------------------------------- | -------------- |
| Estados Unidos (Hot Latin Songs)   | 22             |
| Estados Unidos (Latin AirPlay)     | 22             |
| Estados Unidos (Latin Pop AirPlay) | 6              |

## Historial de lanzamiento
| Región | Fecha               | Formato                     | Discográfica     | Ref.   |
| ------ | ------------------- | --------------------------- | ---------------- | ------ |
| México | 18 de julio de 2005 | Descarga digital, Streaming | Sony Music Latin | [ 12 ] |